# Königliches Gericht Hainichen
Das Königliche Landgericht Hainichen war ein Gericht im Königreich Sachsen mit Sitz in Hainichen.

## Geschichte
Die Abschaffung der Patrimonialgerichtsbarkeit wurde im 19. Jahrhundert intensiv diskutiert. Nach der Märzrevolution sollten die Untergerichte im Königreich Sachsen völlig neu organisiert werden. Mit dem Gesetz, die Umgestaltung der Untergerichte … betreffend vom 23. November 1848 wurde geregelt, dass die königlichen Landgerichte, Justizämter, Justiariate und Kammergutsgerichte, die Patrimonialgerichte, die Municipalgerichte und das Universitätsgericht in Leipzig aufgehoben werden sollen. Stattdessen sollten einheitlich Bezirksgerichte geschaffen werden. Dieses Gesetz wurde jedoch in der Reaktionsära nicht umgesetzt.
Das Rittergut Wingendorf mit den dazugehörigen Orten Wingendorf und Frankenstein sowie der Gerichtsherrschaft über Hainichen gehörte seit 1446 der  Familie von Schönberg.
Am 1. Februar 1851 wurde die Gerichtsbarkeit über die Stadt Hainichen verstaatlicht und dem neu gegründeten Königliche Landgericht Hainichen übertragen.
Zum 1. Oktober 1856 wurde das Königliche Landgericht Hainichen aufgehoben und seine Aufgaben dem Gerichtsamt Haynichen übertragen.

## Richter
- Robert Emil Pernitzsch (Direktor 1851 bis 1856)
- Leopold Gustav Geudtner (Direktor 1856)